# Розалінд Бресс
Розалінд Бресс (англ. Rosalind Brett, 12 березня 1979) — британська плавчиня.
Учасниця Олімпійських Ігор 2000, 2004 років.
Призерка Чемпіонату світу з водних видів спорту 2001 року.
Чемпіонка Європи з водних видів спорту 2006 року.
Призерка Чемпіонату Європи з плавання на короткій воді 2000, 2006 років.
Призерка Ігор Співдружності 2002 року.